# Peugeot Type 120
La Peugeot Type 120 est un modèle d'automobile produit par le constructeur français Peugeot en 1908.